# Mistrzostwa Europy w Piłce Ręcznej Mężczyzn 2030
Ten artykuł dotyczy przyszłego wydarzenia sportowego. Informacje w nim zawarte zmienią się w przyszłości.
Mistrzostwa Europy w Piłce Ręcznej Mężczyzn 2030 – dziewiętnaste mistrzostwa Europy w piłce ręcznej mężczyzn, oficjalny międzynarodowy turniej piłki ręcznej o randze mistrzostw kontynentu organizowany przez EHF, mający na celu wyłonienie najlepszej męskiej reprezentacji narodowej w Europie zaplanowane do rozegrania w dniach od 10 do 27 stycznia 2030 roku w Czechach, Polsce i Danii. W turnieju wezmą udział dwadzieścia cztery zespoły.

## Wybór organizatora
Na początku lipca 2023 roku Europejska Federacja Piłki Ręcznej ogłosiła, że gospodarz mistrzostw zostanie wybrany pod koniec 2024 roku podczas nadzwyczajnego Kongresu zorganizowanego w nowej siedzibie tej organizacji, a w sierpniu ustaliła ramy czasowe wyboru organizatora. Ostateczny termin składania wstępnych propozycji, a następnie oficjalnych aplikacji, upływał odpowiednio 1 listopada 2023 i 1 czerwca 2024 roku, zaś zatwierdzenie aplikacji przez Zarząd EHF miało nastąpić 21 czerwca tegoż roku. Z końcem września 2024 Zarząd EHF wskazałby – po ich zaopiniowaniu – zaakceptowane kandydatury, które zostałyby poddane pod głosowanie 14 grudnia 2024 roku. Wstępne zainteresowanie organizacją mistrzostw w wyznaczonym terminie wyraziło dziewięć państw, złożono jednak dwie oficjalne aplikacje – chorwacką oraz wspólną czesko-polsko-duńską. Po wycofaniu się Chorwacji na grudniowym nadzwyczajnym Kongresie EHF została zaakceptowana pozostała kandydatura, jednocześnie wskazano też trzy obiekty, w których odbędą się zawody.
Będą to trzecie męskie ME w Danii, Polska gościła imprezę tej rangi w 2016, dla Czech natomiast będzie to debiut w tej roli.

## Obiekty
Organizatorzy do przeprowadzenia zawodów wytypowali trzy hale w trzech miastach – wszystkie miały gościć po dwie grupy pierwszej fazy rozgrywek, faza zasadnicza miała być rozegrana w Katowicach i Pradze, zaś mecze play-off zaplanowano w czeskiej stolicy:
- Praga – O2 Arena (17 500)
- Katowice – Spodek (11 016)
- Herning – Jyske Bank Boxen (16 000)